# Wigmore Hall
Wigmore Hall är en internationellt berömd och högt ansedd konsertlokal på 36 Wigmore Street i London. 

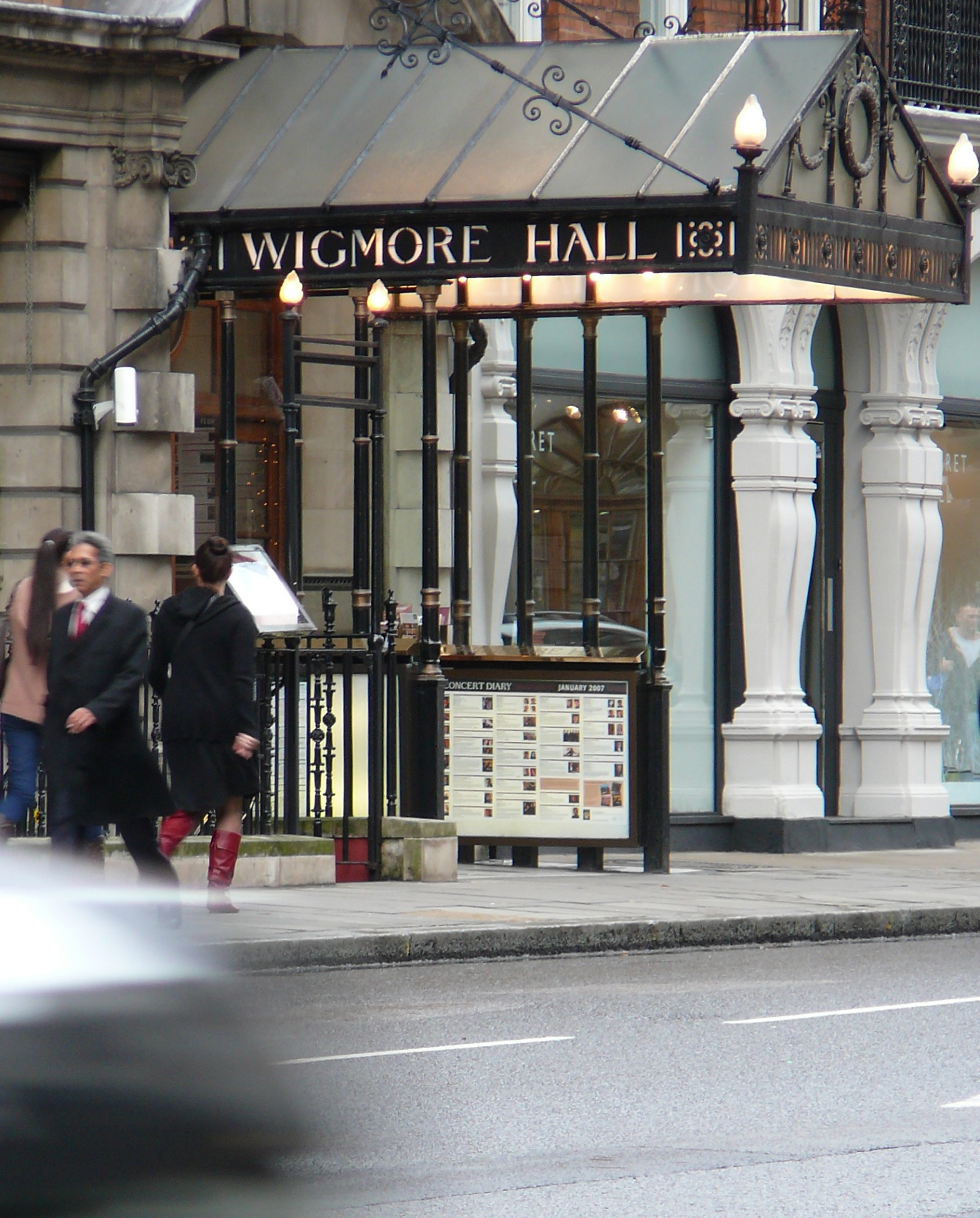
Entrén till Wigmore Hall

Wigmore Hall är framför allt lämpad för kammarmusik, för piano- och romansaftnar. Salen byggdes för att förse London med en lokal som var överdådig, men också tillräckligt intim för kammarmusik. Med en i det närmaste perfekt akustik blev salen snabbt omtalad över hela Europa och fick en i det närmaste legendarisk status bland 1900-talets allra främsta artister. Idag ges i salen ca 400 konserter om året och varje vecka direktsänds en konsert på BBC Radio 3 och når därmed flera hundratusen lyssnare. I konsertverksamheten igår också en omfattande pedagogisk verksamhet för London med omnejd. Wigmore Halls nuvarande chef är irländaren John Gilhooly som är klassiskt skolad sångare. Han började som vd 2000 och blev även konstnärlig ledare 2005. Hans föregångare på posten var Paul Kildea. William Lyne var chef 1966-2003.

## Byggnaden
Salen byggdes mellan 1899 och 1901 av Bechsteins pianofortefabrik pianofabrik som hade en utställningshall i huset intill. Salen hette då Bechstein Hall och den ritades av arkitekten Thomas Edward Collcutt som också ritade Savoy Hotel på The Strand i London. Bechstein lät också uppföra liknande konsertlokaler i S:t Petersburg och Paris.  
Byggnaden som är i renässansstil har väggar av marmor och alabaster och salen är rektangulär, med plant golv för publiken och en måttligt upphöjd scen med kupolformat tak som är prytt med en målning – ”Musikens själ” (Soul of Music). Salen som i akustiskt hänseende anses vara en av de bästa i Europa för klassisk musik renoverades 2004. 2005 tecknades ett hyresavtal med Wigmore Hall Trust på 3,1 miljoner pund som sträcker sig 300 år framåt i tiden.
På grund av de tyska ägarna ansågs salen under första världskriget ”tillhöra fienden” och salen med över 130 pianon såldes vid en auktion till Debenhams för en bråkdel av värdet. När salen öppnades igen år 1917 var det under namnet Wigmore Hall.

## Konserter
Bechstein Hall öppnade den 31 maj 1901 med en konsert med den virtuose pianisten och kompositören Ferruccio Busoni och violinisten Eugène Ysaÿe. Under den första tiden konserterade där stora artister som Artur Schnabel, Pablo Sarasate, Percy Grainger, Myra Hess, Arthur Rubinstein, Camille Saint-Saëns och Max Reger.
Många artister såsom Svjatoslav Richter, Vladimir Asjkenazi, Elisabeth Schwarzkopf, Sergej Prokofjev, Shura Cherkassky, Paul Hindemith, Andrés Segovia, Benjamin Britten och Francis Poulenc har uppträtt här. Wigmore Hall har haft ett omfattande samarbete med samtidia kompositörer under dess over 100-åriga historia. Den 31 augusti 2007 presenterades ett beställningsprogram för nutida musik av salens ledning.
Bland återkommande artister marks idag Andras Schiff, Joshua Bell, Maxim Vengerov, Thomas Quasthoff, Ian Bostridge, Susan Graham, Angela Hewitt, Mark Padmore, Steven Isserlis, Sir Thomas Allen, Matthias Goerne, Dame Felicity Lott, Pierre Laurent Aimard, Simon Keenlyside, Anne Sofie von Otter, Beaux Arts Trio och Florsetan Trio, och kvartetterna Emerson, Endellion, Artemis, Hagen, Jerusalem och Zehetmair. Wigmore Halls "composer in residence" från 2009 är Luke Bedford.
Wigmore Hall ger ut musik på skiva under ett eget märke "Wigmore Hall live". Nyligen nominerades en inspelning med Lorraine Hunt Lieberson för en Gramophone Award.